# Kottaiyur
Kottaiyur é uma panchayat (vila) no distrito de Sivaganga, no estado indiano de Tamil Nadu.

## Geografia
Kottaiyur está localizada a 10° 07′ N, 78° 49′ L. Tem uma altitude média de 77 metros (252 pés).

## Demografia
Segundo o censo de 2001,  Kottaiyur  tinha uma população de 10,595 habitantes. Os indivíduos do sexo masculino constituem 49% da população e os do sexo feminino 51%. Kottaiyur tem uma taxa de literacia de 75%, superior à média nacional de 59.5%: a literacia no sexo masculino é de 79% e no sexo feminino é de 71%. Em Kottaiyur, 10% da população está abaixo dos 6 anos de idade.